# 紐西蘭文化

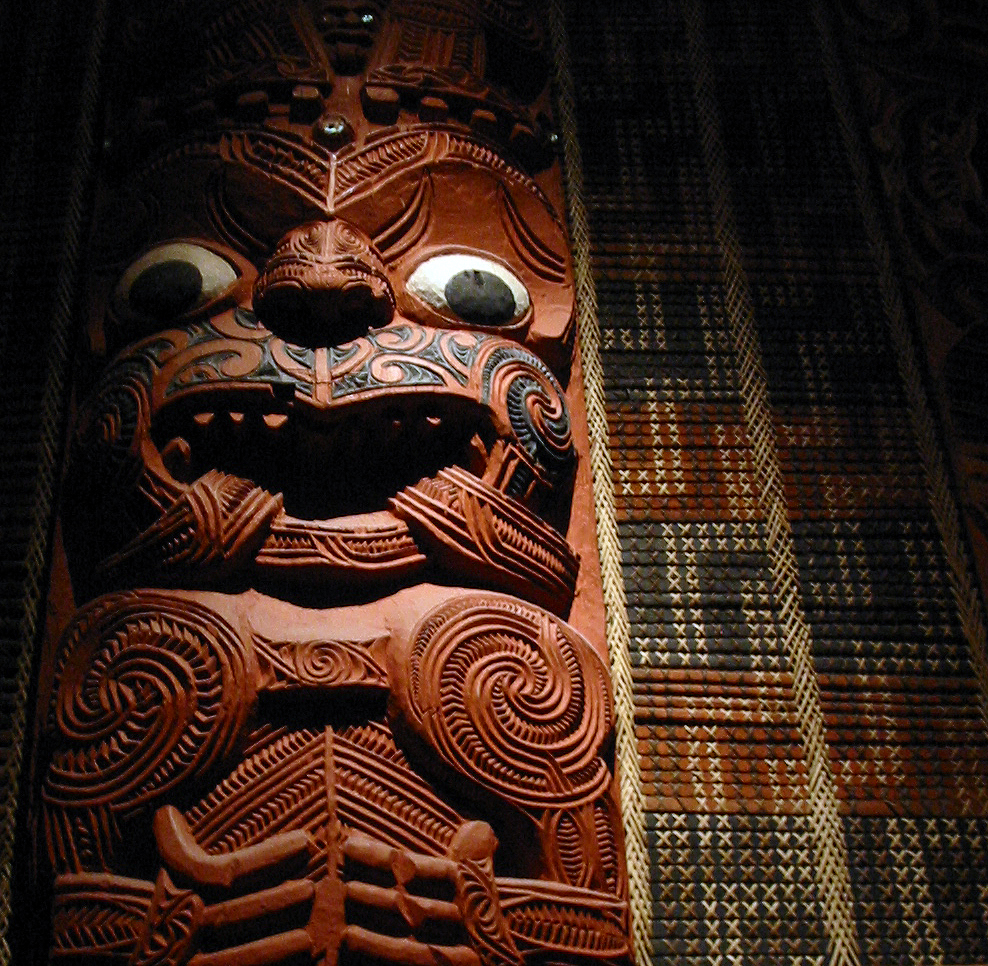
紐西蘭奧克蘭戰爭博物館中的19世紀毛利人雕像

## 哈卡舞
哈卡舞（Haka）是紐西蘭毛利人的傳統表演藝術。它是過去毛利人各族在開戰前表演的戰舞，藉以恫嚇對方。
哈卡舞的歌詞不固定，不同族群有其各自歌詞。哈卡舞最大特色是舞蹈結束時，所有舞者皆露出伸長各自的舌頭。原意是模仿敵人被殺後，頭顱被掛在長竿上的樣子。很多遊客卻覺得這動作表情很有趣。
紐西蘭國家橄欖球隊全黑隊（「All-black」）在比賽前表演的哈卡舞，現時已廣為世人知曉。
依毛利人分類，哈卡舞分成三種：
- Whakatu waewae
- Tutu ngarahu
- Peruperu

## 運動

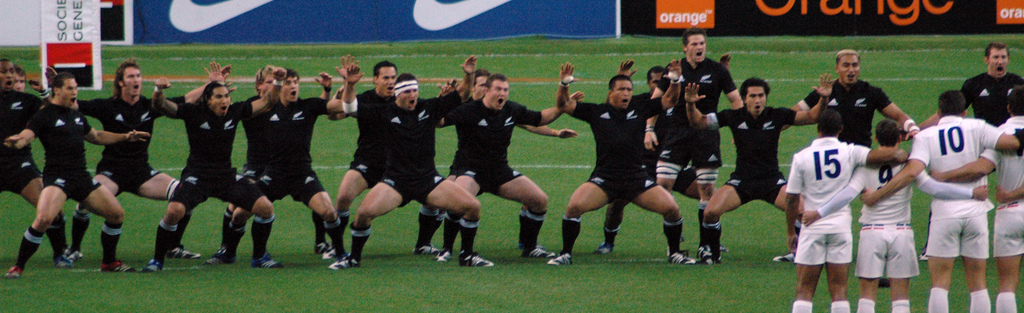
紐西蘭全黑隊表演戰舞

橄欖球是紐西蘭最主要運動，具有非正式「國家運動」的地位。其他流行運動有板球、草地滾球、籃網球、足球、賽車、高爾夫球、游泳和網球。
橄欖球、籃網球、板球、聯盟式橄欖球和壘球等運動，紐西蘭國家代表隊實力強勁；划船、輕艇和自由車等，傳統上也表現優異。紐西蘭人口不多但運動實力頗佳，若以“單位人口奪牌率”衡量，其在奧林匹克運動會、大英國協運動會皆表現名列前茅
聯合式橄欖球（一般簡稱橄欖球）幾乎是紐西蘭國家象徵，其國家代表隊為全黑隊，勝率在全球最高，並以賽前表演哈卡舞而聞名。
紐西蘭的極限運動和探險旅行也全球知名。早在 1988 年，南島皇后鎮便已建立全球首座商業化的高空彈跳場。登山運動頗為流行。最著名的登山家艾德蒙·希拉里爵士，是全球第一位成功攀登珠穆朗瑪峰峰頂的人。

## 旅遊

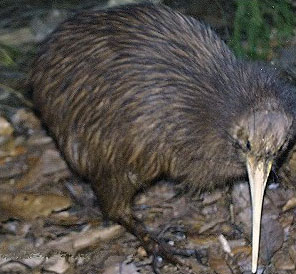
紐西蘭國鳥—鷸鴕（奇異鳥）

联合国教科文组织的世界遺產目錄上，紐西蘭有三處。東格里羅國家公園是自然和文化的雙重遺產，其他兩處為自然遺產。
- 東格里羅國家公園，（nc, 1990年，1993年）。
- “綠玉之地”（毛利文：Te Wahipounamu），（n, 1990年）：位於紐西蘭西南部，包括“西地國家公園”、“庫克山國家公園”、“愛詩勃林山國家公園”、“弗儸德蘭國家公園”和米爾福德峽灣。
- 次南极群岛，（n, 1998年）。

### 其他旅遊景點

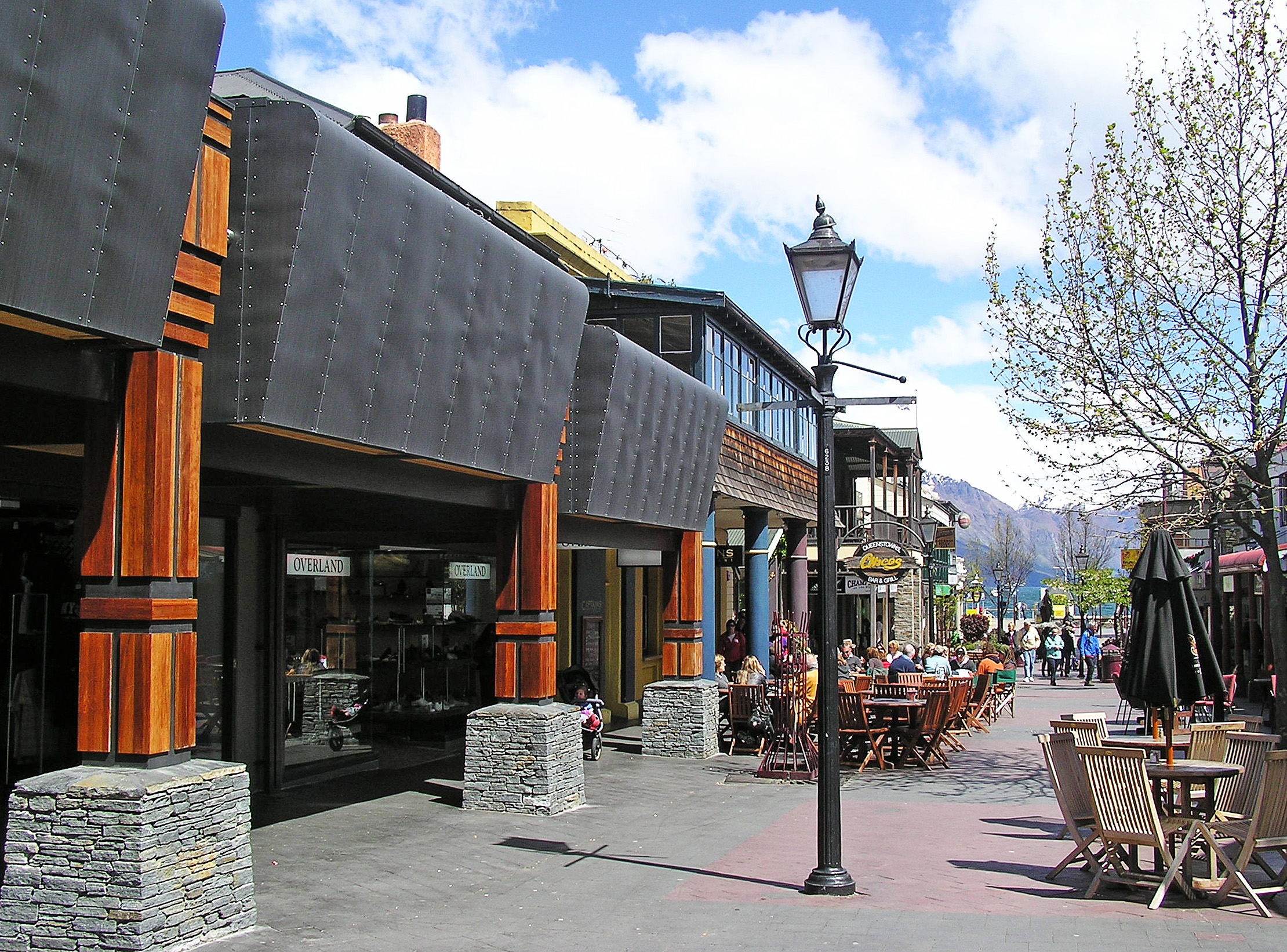
南岛的皇后镇，纽西兰

- 南岛皇后镇。
- 陶波湖。
- 懷托摩洞穴。
- 凱富拉：從前盛產龍蝦，現為賞鯨熱點。

## 註解
1. ↑  . sparc.org.nz. 2007-10-17  [2008-02-17]. （原始内容存档于2006-01-31）.
2. ↑  . Australian Bureau of Statistics. 2004-08-30  [2008-02-17]. （原始内容存档于2009-12-01）.
3. ↑  . users.skynet.be/hermandw/olymp/.   [2008-02-17]. （原始内容存档于2008-09-13）.
4. ↑  Zavos (2007).
5. ↑  . tourism.net.nz.   [2008-02-17]. （原始内容存档于2008-04-03）.
6. ↑  Bain (2006), pg69.
7. ↑  . bungy.co.nz.   [2008-02-17]. （原始内容存档于2008-10-14）.